# Зиниград, Михаэль Иосифович
Михаи́л Ио́сифович Зинигра́д (род. 24 июня 1945, пос. Быстрый Исток, Алтайский край) — израильский физико-химик, специализирующихся в области материаловедения и нанотехнологии. Известен прежде всего своими работами по моделированию физико-химических процессов при высоких температурах. Ректор Ариэльского университета с 2008 по 2020 год .

## Биография
Михаил Зиниград родился в посёлке Быстрый Исток Алтайского края в 1945 году. Его отец, Иосиф-Арон Моисеевич Зиниград, работал начальником Звенигородских подъездных путей в Черкасской области, Украина. Мать, Роза Давидовна Соломяник, работала библиотекарем.
Рос в посёлке Е́рки Черкасской области. В 1963 году окончил среднюю школу с золотой медалью. В 1968 году получил диплом с отличием инженера-металлурга по специальности «Физико-химические исследования металлургических процессов» в Днепропетровском металлургическом институте (ныне Национальная металлургическая академия Украины). После окончания института Михаил переехал в Свердловск (ныне Екатеринбург), где он поступил в аспирантуру в Уральский политехнический институт. В 1972 году получил учёную степень кандидата технических наук, а в 1982 — учёную степень доктора химических наук в Уральском отделении Академии Наук СССР.
В 1972—1976 годах работал ассистентом и старшим преподавателем, 1976—1983 годах — доцентом, 1983—1992 гг. профессором Уральского политехнического института. В 1988—1991 гг. работал заведующим кафедрой наплавки.
В 1992 году репатриировался с семьёй в Израиль.
С 1994 года — профессор, 1995—2008 годах — декан факультета естественных наук, с 2008 года — ректор Ариэльского университета (до 2005 года — Академический колледж Иудеи и Самарии, 2005—2012 годах — Университетский центр Самарии, с 2012 года — Ариэльский университет).

## Область научных интересов
- Теоретические и экспериментальные исследования высокотемпературных процессов
- Разработка новых материалов на основе математического моделирования физико-химических и технологических процессов
- Исследования плазменно-электролитического оксидирования (ПЭО) алюминиевых, магниевых, титановых сплавов в водных электролитах и расплавленных солях
- Исследование твёрдо-оксидных топливных элементов (ТОТЭ)
- Упрочнение металлических сплавов наночастицами[1]

## Членство в международных организациях
- Действительный член Международной Академии Наук Высшей Школы (Россия)
- Американское общество по сварке
- ASM International (Информационное общество по материалам)[1]

## Членство в редакционных коллегиях научных журналов
- «Расплавы» (Высокотемпературная физхимия и электрохимия расплавов)[3]
- «Известия Высших Учебных Заведений. Чёрная Металлургия»[4]
- «Известия Высших Учебных Заведений. Цветная Металлургия»[5]
- «Автоматическая сварка»[6]
- «Современная электрометаллургия»[7][8][9][10][11]

## Почётные звания
- Почётный доктор (Honoris Causa) Российской академии наук (с 2017 года)[12][13]
- Почётный профессор Педагогического университета им. Ушинского (Одесса, Украина) с 2017 года.[14]

## Избранная библиография
- V. Boronenkov, M. Zinigrad, L. Leontiev, E. Pastukhov, M. Shalimov, S. Shanchurov, Phase Interaction in the Metal — Oxides Melts — Gas System: The Modeling of Structure, Properties and Processes. Springer, 410p. 2012[15]
- A. Kossenko, M.Zinigrad, Special features of oxide layer formation on magnesium alloys during plasma electrolytic oxidation. Glass Physics and Chemistry 44(2) 62-70 (2018)[16]
- A. Sobolev, A. Kossenko, M. Zinigrad, K. Borodianskiy, Comparison of plasma electrolytic oxidation coatings on Al alloy created in aqueous solution and molten salt electrolytes. Surface & Coatings Technology 344 590—595 (2018)[17]
- M. Zinigrad, Calculation of the equilibrium composition of metallic and oxide melts during their interaction. In The optimization of composition, structure and properties of metals, oxides, composites, nano and amorphous materials 262—272. Bi-National Israel-Russia Workshop, Moscow (2018)[18]
- M. Zinigrad, Simulation of metal-oxide melt interaction in view of kinetics of chemical reactions in the interphase boundary. In The optimization of composition, structure and properties of metals, oxides, composites, nano and amorphous materials 273—286. Bi-National Israel-Russia Workshop, Moscow (2018)[19]
- A. Sobolev, A. Kossenko, M. Zinigrad, K. Borodianskiy, An investigation of oxide coating synthesized on an aluminum alloy by plasma electrolytic oxidation in molten salt, Applied Sciences 7(9) 889—898 (2017)[20]
- K. Borodianskiy, M. Zinigrad, Modification performance of WC nanoparticles in aluminum and an Al-Si casting alloy, Metall Mat Trans B 47(2) 1302—1308 (2016)[21]
- B. Kazanski, A. Kossenko, A. Lugovskoy, M. Zinigrad, Fluoride influence on the properties of oxide layer produced by plasma electrolytic oxidation. Defect and Diffusion Forum, 326-328 498—503 (2012)[22]
- M. Radune, A. Radune, F. Assous, M. Zinigrad, Modelling and computer simulation of reagents diffusion in high temperature diffusion controlled heterogeneous reactions. Archives of Comput. Mater. Sc. & Surf. Eng. 1(4) 225—231 (2009)[23]
- M. Zinigrad, Computational method for development of new welding materials. Computational Material Science 37(4) 417 (2006)[24]
- M. Zinigrad, Kinetic model of high temperature physicochemical processes. In The optimization of composition, structure and properties of metals, oxides, composites, nano and amorphous materials 152—172. Bi-National Russia-Israel Workshop, Novosibirsk (2006)[25]
- В. Н. Бороненков, С. М. Шанчуров, М. И. Зиниград, «Кинетика взаимодействия многокомпонентного металла со шлаком в дифузионном режиме» Изв. АН СССР. Металлы. — 1979. — № 6. — С. 21-27[1]